# Myszokształtne
Myszokształtne (Myomorphi) – infrarząd ssaków z podrzędu Supramyomorpha w rzędzie gryzoni (Redentia), obejmujący dwie nadrodziny: skoczkowce (Dipodoidea) i myszowe (Muroidea), do których zalicza się około 25% wszystkich gryzoni. Pierwotnie myszokształtne zamieszkiwały tereny Eurazji i Afryki, skąd zostały przywiezione do Ameryki i Australii. Pojawiły się prawdopodobnie w oligocenie.

## Charakterystyka
Myszokształtne są ssakami, które mogą przystosować się do życia w każdym środowisku: prowadzą naziemny, półnadrzewny, także ziemno-wodny tryb życia, niektóre gatunki zamieszkują także miasta i inne skupiska ludzi. Żyją w norach, dziuplach, a nieliczne, np. badylarka pospolita budują nieduże gwiazda z roślin. Myszokształtne to nieduże zwierzęta, mierzące od 5 do około 50 cm długości i od kilku gramów do około 1,5 kg. Na ogół są roślinożerne, część jednak jest wszystkożerna lub drapieżna. W przypadku braku pożywienia zjadają swoje potomstwo. Posiadają w większości krótką sierść, ogon jest nagi, pokryty zrogowaciałymi łuskami, dłuższy od ciała. Ich przyśrodkowe i boczne mięśnie żwacze są przemieszczone do przodu ułatwiając żucie. Przyśrodkowy żwacz przechodzi przez oczodół, co jest rzadkie u ssaków.

## Systematyka
Do infrarzędu Myomorphi należą następujące nadrodziny:
- Dipodoidea G. Fischer, 1817 – skoczkowce
- Muroidea Illiger, 1811 – myszowe

Rodzaj wymarły o niepewnej pozycji systematycznej i nie zaliczany do żadnej z powyższych nadrodzin:
- Erlianomys Li Qian & Meng Jin, 2010[10] – jedynym przedstawicielem był Erlianomys combinatus Li Qian & Meng Jin, 2010